# 厄年
厄年（やくどし）は、日本などで厄災が多く降りかかるとされる年齢である。科学的な根拠はなく、陰陽道由来とされるものの出典は曖昧である。平安時代の書物には見られ、旧来から根強く信じられている風習である。

## 概要
|       | 前厄 | 本厄 | 後厄 |
| ----- | ---- | ---- | ---- |
| 男 性 | 23歳 | 24歳 | 25歳 |
| 男 性 | 41歳 | 42歳 | 43歳 |
| 男 性 | 60歳 | 61歳 | 62歳 |
|       |      |      |      |
| 女 性 | 18歳 | 19歳 | 20歳 |
| 女 性 | 32歳 | 33歳 | 34歳 |
| 女 性 | 36歳 | 37歳 | 38歳 |
| 女 性 | 60歳 | 61歳 | 62歳 |

一般的に男性と女性で異なり、本厄は男性が数え年で25歳、42歳、61歳、女性が19歳、33歳、37歳とされている。特に男性の42歳、女性の33歳は大厄と呼ばれ、凶事や災難に遭う率が非常に高く十分な警戒を要するとされる。父親が42歳の時に数え歳2歳の男児は四二に二を加えると「四四（死死）」になることから、「四十二の二つ子」として親を食い殺すと迷信されて忌み嫌われ、仮に一度捨てて他人に拾わせて育てるなどの風習があった。
いずれの厄年も前後1年間に、厄の前兆が現れるとされる前厄年、厄の恐れが薄らいでいくとされる後厄年、の期間があり、本厄と同様に注意を要するとされる。本厄の年に「厄祓い」や「厄除け」を受け、神仏の加護を得て凶事や災難を未然に防ぐ慣習がある。
厄年の数え方や行事は地域や寺社ごとの差異も大きい。通常は厄年の年齢に数え年を用いるが、川崎大師などは数え年ではなく満年齢で厄年を計算する。
地域や宗派などにより61歳の還暦を男女共通で厄年とする場合や、神社により大厄のみに前厄、後厄を設け、小厄（大厄以外の本厄）は設けない場合がある。
風習として様々な地方で幅広く根付いており、厄除け参りや地域の行事として祭礼のように祝う事例もみられる。広義の厄年に七五三を含める地方は、男性女性ともに厄年の最少年齢は3歳（数え年）である。厄年の数え方も、25歳を「五五の厄年」など掛け算にするなどの風習もある。

### 数え年
「数え年」の加算日は神社により異なり、グレゴリオ暦（新暦）1月1日とするもの、立春の日（通常は2月4日）とするものがある。

#### 数え年の加算日をグレゴリオ暦1月1日とする場合
誕生日から大晦日までの期間は「満年齢+1」、ほかの期間は「満年齢+2」で計算する。

#### 数え年の加算日を立春の日とする場合
- 元日から立春前日までの誕生日は、立春の日から大晦日まで前述の数え年[注釈 4]に1を加える。
- 立春の日から大晦日までの誕生日は、元日から立春の日前日まで前述の数え年から1を減じる。
- 前2者に該当しない場合は、前述による数え年と同じ。

数え年の加算日を旧正月とする場合もあるが、煩雑となるためあまり用いられない。立春を加算日とするのも、旧正月による加算が煩雑となるため簡便化とした方法である。

## 厄年の説明
厄年は根拠が無く迷信とされる。解説なども見られるが証明する統計などはみられない。
- 文化人類学者の小松和彦は、「平安時代は貴族は毎年厄払いをしていた。江戸時代に入って暦の普及とともに厄年も普及し神社仏閣での厄除けが流行した。現代は成人儀礼として行われている」と述べている[5]。
- 神道学者の三橋健は、経験則的にこの時期に人生の節目になるとされている年だと述べている。
- 井上円了は生理上身体の一変する時期を経験的に測ったものだったのが、縁起を担いだ忌み数や言葉遊び（19は「重苦」に通じ、49は「始終苦」に通じ、42は「死に」に通じ、33は「惨々」に通じる）が流入したと推測する[6] 。

## 文献
陰陽道に起源があると考えられているが出典は定かではない。厄年の年齢と理由はさまざまである。

### 平安時代
平安時代の『色葉字類抄』に、「厄 ヤク 十三 廿五 卅七 （四十）九 六十一 七十三 八十五 九十七 謂元事」、鎌倉時代に成立した『拾芥抄』下末八卦では清原枝賢等筆永正7年（1510年）写本では「厄年 十三 廿五 卅七 四十九 六十一 七十三 九十九」、寛永9年（1632年）の刊本では「厄年 十三 二十五 三十七 四十九 六十一 八十五 九十九」とある。
『宇津保物語』楼上巻上に「左大臣どのの厄年におはするとて大饗せられぬは」とあり、文献上で厄年の初見とされる。37歳の厄年は『源氏物語』薄雲巻に「三十七にぞおはしける[中略]つつしませたまふべき御年なるに」、若菜巻に見え、33歳の厄年は『水鏡』序に見える。
『仏説灌頂菩薩経』に「七、十三、三十三、三十七、四十二、四十九、五十二、六十一、七十三、八十五、九十七、百五」とある。

### 江戸時代
江戸時代の『和漢三才図会』に、「厄歲 按素問陰陽二十五人篇云 件歳皆人之大忌 不可不自安也 考之初七歳以後皆加九年 今俗別男女厄男二十五、四十二、六十一、女十九、三十三、三十七男以四十二女三十三為大厄 未知其拠」とあり「厄年は『素問』陰陽二十五人篇の大忌で9歳から9年毎にあるとし、いまは俗に男25、42、61、女19、33、37、男は42をもって女は33をもって大厄となす。其のよってくる所を知らず、男42の前年を前厄、翌年を挑厄（はねやく）といい、前後3年を忌む」としている。
黄帝内経の『素問』に該当はないが、『霊枢』陰陽二十五人第64に「黄帝曰 其形色相勝之時 年加可知乎 岐伯曰 凡年忌 下上之人 大忌常加 七歳 十六歳 二十五歳 三十四歳 四十三歳 五十二歳 六十一歳 皆人之太忌 不可不自安也 感則病行 失則憂矣 當此之時 無爲姦事 是謂年忌」と大忌の記述がある。
天野信景『塩尻』に、巻12に「我国男四十二、女三十三、異邦七歳、十六歳、三十四歳、四十三歳、二十五歳、五十二歳、六十一歳」、巻14に「四十二は四二なり。死に通ず。四十二の二ツ子は、父子の年にて四十四。中略して四四なり。死に通ずること。まことに愚なること也」とある。
『燕石雑志』は、「男性の25歳、42歳、女性の19歳、33歳が厄年」「2は陰数で5は陽数、つまり陰が上に陽が下にあるから25歳を恐れ、42歳は4も2も陰数で読んで「死」、男性は最もこれを恐れる。19歳は、10は陰数で9は陽数、陰が上に陽が下にあり、したがって女性はこれを恐れ、33は陽数が重なり、事の敗続するのを「散々」といい、いずれも「サンザン」と同訓であるから最も恐れる」としている。
田宮仲宣『橘庵漫筆』四に、「四十二は死と云訓にて三十三は散々と云音なり」とある。
林自見『雑説嚢話』に、「俗の厄年ということ、旧記にこれなきこと也。俗に女は三十三を厄という。女は産を大厄とすれば、三十三の産の声を重ねるが故、厄年とす」とある。

### 現代
平凡社『大辞典』は「厄年」の項で、「19は重苦、25は5×5=25、後後二重後ととりなして死後のこととし、33は3・3と重なるから散々ととりなし、42は4・2と続くから死（しに）にとりなして忌むという」としている。

## 日本以外の同様な風習
厄年のような考え方は、イギリスやスペインなどキリスト教国、エジプトやトルコなどイスラム教国もそれぞれ類似する風習がみられる。

## 厄除けで有名な日本の神社仏閣

### 全国
- 日本三大厄除け開運大師

- 龍泉寺（埼玉県）
- 東光寺（兵庫県）
- 大聖院（広島県）

### 関東地方

#### 関東の神社
- 千葉神社
- 寒川神社

#### 関東厄除け三大師
弘法大師を祀る。
- 西新井大師
- 川崎大師
- 観福寺大師堂

（以下を入れることもある）
- 道合大師
- 小塚大師

#### 関東の三大師
元三大師を祀る。
- 佐野厄除け大師
- 青柳大師
- 川越大師

（以下を入れることもある）
- 足利厄除け大師
- 寺岡山元三大師
- 拝島大師本覚院
- 厄除元三大師（深大寺）

#### その他
- 関東厄除け三大不動
  - 目黒不動尊
  - 千葉厄除け不動尊
  - 飛不動尊
- その他
  - 妙法寺

### 東海地方
- 法多山尊永寺
- 国府宮神社
- 三嶋大社
- 津観音
- 継松寺
- 松尾観音寺
- 三重県護国神社
- 岩水寺

### 近畿地方
- 石清水八幡宮
- 八坂神社
- 平安神宮
- 清荒神清澄寺（通称：清荒神）
- 東光寺（通称：門戸厄神）
- 大聖観音寺（通称：我孫子観音）
- 多井畑厄除八幡宮（通称：多井畑厄神）
- 安養寺（通称：立木観音）
- 信貴山千手院（通称：信貴山毘沙門天）
- 鷲峰山金胎寺（役行者42歳、厄除け、9月第1日曜日）
- 松尾寺（奈良県大和郡山市）

### 中国地方
- 由加山
- 和気神社

### 四国地方
- 薬王寺（四国第23番霊場、徳島）
- 白峯寺（四国第81番霊場、香川県坂出市）
- 遍照院（愛媛県今治市菊間町）
- 弥谷寺（四国第71番霊場、香川県三豊市）

### 九州地方
- 若八幡宮（通称：厄八幡）
- 鹿児島神宮（鹿児島神宮。式内社（大社）、大隅国一宮。旧社格は官幣大社で、現在は神社本庁の別表神社。別名を「大隅正八幡宮」）

## 厄年をテーマにした作品
テレビドラマ
- 課長さんの厄年（TBS系列、1993年、原案はかんべむさし『課長の厄年』）
- 花嫁は厄年ッ!（TBS系列、2006年）

絵本
- 塚本やすし『42本のローソク』